# Albatros L 73
L'Albatros L 73 fu un bimotore di linea biplano prodotto in piccola serie dall'azienda tedesca Albatros Flugzeugwerke GmbH negli anni venti.

## Storia del progetto
Nella metà degli anni venti l'Albatros iniziò lo sviluppo di un nuovo modello da trasporto passeggeri di linea che fosse ottimizzato per l'utilizzo su rotte notturne. Il nuovo velivolo integrava una cabina passeggeri con otto posti a sedere che si trasformavano in quattro cuccette per gli spostamenti durante la notte. L'ufficio di progettazione adottò delle forme aerodinamiche ispirandosi alla produzione navale.

## Tecnica
L'L 73 era un velivolo di aspetto piuttosto convenzionale: bimotore biplano con carrello fisso.
La fusoliera, caratterizzata da una snella forma a "barca", era dotata di una cabina di pilotaggio destinata ai due membri dell'equipaggio e da uno scompartimento destinato agli otto passeggeri. Questi avevano accesso alla cabina da un portello laterale e potevano sedere su due file affiancate da 4 sedili disposte longitudinalmente e godevano di una visuale panoramica grazie ad una fila di tre ampi finestrini per lato. Posteriormente terminava in un impennaggio classico monoderiva.
La configurazione alare era biplana con ali superiore ed inferiore di ugual apertura e collegate tra loro da una coppia di montanti esterni "ad N", uno per lato, più una coppia di tralicci tubolari interni situati in prossimità della fusoliera, i quali ospitavano le gondole motore, integrati da tiranti in filo d'acciaio.
Il carrello d'atterraggio era un biciclo anteriore fisso, ad elementi separati ed ammortizzati, integrato posteriormente da un pattino d'appoggio posto sotto la coda.
La propulsione era affidata a due motori, diversi a seconda della versione, ma ugualmente posizionati nelle due gondole motore interalari ed abbinati ad eliche bipala.

## Impiego operativo
Tutti i quattro esemplari costruiti vennero acquistati dalla compagnia aerea tedesca Deutsche LuftHansa (DLH).

### Incidenti
Il 28 maggio 1928, l'L 73 "Brandenburg", matricola D-961 (W.Nr.10077), rimase distrutto in un incidente a Babekuhl.

## Versioni
L 73b
versione equipaggiata con un motore Junkers L5
L 73c
versione equipaggiata con un motore BMW Va

## Utilizzatori
Germania
- Deutsche LuftHansa (DLH)

operò con quattro esemplari.
 Bulgaria
- Dipartimento di aeronautica del Ministero delle ferrovie, poste e telegrafi

operò con due esemplari ex DLH acquisiti nel 1929 (altre fonti indicano nel 1932) e rimotorizzati con una coppia di motori radiali Wright da 480 hp.